# Thalassarachna humboldti
Thalassarachna humboldti är en kvalsterart som beskrevs av Newell 1967. Thalassarachna humboldti ingår i släktet Thalassarachna och familjen Halacaridae. Inga underarter finns listade i Catalogue of Life.